# Міркасимов Мір Асадулла Мір Алескер огли
Мір Асадулла Мір Алескер огли Міркасимов (17 листопада 1883, місто Баку, тепер Азербайджан — 20 липня 1958, місто Баку, тепер Азербайджан) — азербайджанський радянський лікар-хірург, перший президент Академії наук Азербайджанської РСР, засновник сучасної медичної освіти та науки в Азербайджані. Член Центрального виконавчого комітету Азербайджанської РСР. Депутат Верховної ради СРСР 1—3-го скликань. Доктор медичних наук (1927), професор (1929), академік Академії наук Азербайджанської РСР (1945).

## Життєпис
У 1908 році закінчив гімназію в Баку. У старших класах гімназії почав захоплюватися громадською діяльністю, писав статті для газет та журналів.
1913 року закінчив медичний факультет Імператорського Новоросійського університету (в Одесі).
З 1913 по 1916 рік працював лікарем в Одесі. З 1916 року — хірург у військовому лазареті в місті Баку.
З 1920 року працював ординатором у відділі хірургії в Михайлівській лікарні Баку, потім прозектором на медичному факультеті Азербайджанського державного університету. Через якийсь час був запрошений працювати ординатором кафедри оперативної хірургії та топографічної анатомії Азербайджанського державного університету.
За рішенням університету з метою завершити докторську дисертацію та підсумувати наукові дослідження у 1926 році на півроку був відряджений до університетів Мюнхена, Берліна, Дрездена, Лейпцига. У 1927 році захистив докторську дисертацію на тему «Матеріали з вивчення захворювань сечового каменю в Азербайджані» та отримав науковий ступінь доктора медичних наук. Наприкінці 1927 року спочатку був обраний приват-доцентом, а згодом доцентом кафедри госпітальної хірургії. Потім — директор хірургічної клініки Бакинського медичного інституту.
У 1929—1958 роках — професор, завідувач кафедри (з 1931 року) госпітальної хірургії Азербайджанського медичного університету.
У 1945—1947 роках — президент Академії наук Азербайджанської РСР.
У 1955 році Міркасимов був обраний головою першої конференції урологів Азербайджану, в 1958 році — членом президії Всесоюзної конференції урологів, а також почесним членом президії III Всесоюзної конференції, проведеної у Тбілісі.
Помер 20 липня 1958 року в місті Баку. Похований на Алеї честі в Баку.

## Наукова діяльність
Займався вивченням етіології сечокам'яної хвороби, гнійного перитоніту. Роботи в галузі анестезіології, травматології, урології та актуальних питань хірургії. Був одним із перших авторів наукових праць та підручників азербайджанською мовою, присвячених загальній хірургії. Організатор наукової школи медичної хірургії в Азербайджані. Автор 6 монографій та підручників, 50 наукових праць.

## Нагороди
- орден Леніна (1946)
- два ордени Трудового Червоного Прапора (1940, 1950)
- орден Червоної Зірки (1943)
- медаль «За оборону Кавказу»
- медаль «За перемогу над Німеччиною у Великій Вітчизняній війні 1941—1945 рр.»
- медаль «За доблесну працю у Великій Вітчизняній війні 1941—1945 рр.»
- медалі
- Заслужений діяч науки Азербайджанської РСР (1934)